# Monica Caldaras
Monica Caldaras, folkbokförd Laila Monika Kaldaras-Columber, född 6 november 1943 i Eksjö stadsförsamling i Jönköpings län, är en svensk lärare, tolk och författare.

## Biografi
Monica Caldaras växte upp i en romsk familj som förde en ambulerande tillvaro i Sverige, Norge och Danmark. De försörjde sig på hästhandel, kopparslageri, tivoliverksamhet och spådomskonst. 1959 fick de sin första fasta bostad då de flyttade in i en lägenhet i Malmö. Monica Caldaras fick inte gå i vanlig skola som barn men undervisades under sommarmånaderna i en ambulerande skola på uppdrag av Stiftelsen svensk zigenarmission. Hon gick på Hermods i vuxen ålder och arbetade därefter med beställningar till skolbibliotek. Mellan 1971 och 1996 verkade hon som lärare. Hon var en av de första romska hemspråkslärarna i Norden och har även verkat som tolk.
I sin bok Jävla zigenarunge! som utkom 1973 berättar hon om sitt liv och romernas utsatta situation. I boken Zigenarmor berättar som utkom 1983 återberättar hon tillsammans med livskamraten Dragan Caldaras (sedermera Ivan Nikolizsson) sagor, både på svenska och romani, från den romska kulturen som deras far- och morföräldrar berättat. 1998 blev hon föreståndare för Romska Kulturcentret i Malmö som håller utställningar, driver ett bibliotek samt arbetar med radioprogram, föreläsningar, sång och musik. 2000 gav hon ut en läsebok för romska elever tillsammans med Nikolizsson och en av sina söner. 
2013 tilldelades hon Mickelpriset "för ett livslångt och livsviktigt berättande om romernas liv, historia, sagoskatt, för människovärde och mot diskriminering" och för att i ”fem decennier outtröttligt berättat”.

### Privatliv
År 1977 bildade hon familj med musikern Ivan Nikolizsson (född 1941) och fick tre söner, också de musiker. Sonen Erland Kaldaras Nikolizsson (född 1978) är ordförande i Romska Ungdomsförbundet och ledamot av Kommissionen mot antiziganism.